# 塩屋村 (石川県)
塩屋村（しおやむら）は、石川県江沼郡に存在した村。現在の加賀市塩屋町。

## 地理
- 現在の加賀市の北西部にあたり、大聖寺川の河口付近、北潟湖の北方に位置する。石川県最西端の村だった。
- 塩屋港は漁業のほか、江戸時代には北前船の寄港地としても栄えた。そのため比較的富裕な村でもあり、明治22年の大合併の時にも他村と合併せず一村として存続できたともいえる。
- 南側には天然記念物に指定されている鹿島の森がある。
- 旧盆にこの地で行われるシャシャムシャ踊りは加賀市の無形民俗文化財に指定されている。

## 歴史
- 1889年（明治22年）4月1日 - 町村制の施行により、塩屋村の区域をもって、塩屋村が発足する。大字は編成せず。
- 1897年（明治30年）頃の北陸本線開通をきっかけに北前船が衰え、徐々に漁業中心の村へと転換していく。
- 1958年（昭和33年）1月1日 - 大聖寺町、橋立町、片山津町、動橋町、山代町、南郷村、三谷村、三木村及び塩屋村が合併して、加賀市が発足する。塩屋村の区域は加賀市塩屋町となる。

## 出身・ゆかりのある人物
- 戸田城聖 - 創価学会第2代会長